# Dulci Ouwerkerk
 Dulci Afra Ouwerkerk  (Den Haag, 11 februari 1920 - 10 oktober 2016) was een Nederlandse violiste. 

## Biografie
Zij ontving als eerste Nederlandse vrouw de 'Prix d'Excellence' voor viool. Gestimuleerd door haar moeder, dochter van een landarbeider, en door de toegenomen vrouwenemancipatie werd zij hiertoe ondanks haar eenvoudige afkomst en vooropleiding aan de Huishoudschool in staat gesteld. Zij ontving hiervoor een privé-studiebeurs van een rijke dame. Haar eerste vioollessen kreeg zij echter van de sigarenboer. Een viool kreeg zij van een familielid met een uitdragerij. Haar eerste orkestervaring deed zij als kind op bij het Hofstads Jeugdorkest in Den Haag, dat in die periode net was opgericht.
Zij studeerde in de jaren dertig als soliste af bij de bekende vioolleraar Oskar Back, net als haar studiegenoten Herman Krebbers en Theo Olof aan het Muzieklyceum te Amsterdam. De Prix d'Excellence kreeg zij in 1944 aan het Koninklijk Conservatorium (door de Duitse bezetters toen Rijksconservatorium genoemd) als leerling van Herman van der Vegt. Zij speelde voor de koninginnen Wilhelmina en Juliana, bij het Residentie Orkest, bij de opera en voor de radio. Zij was haar leven lang werkzaam als vioollerares, meestal voor een habbekrats.